# Karl Kuhn (Widerstandskämpfer)
Karl Kuhn (* 5. Januar 1910 in Dudweiler; † 13. April 1984 in Saarbrücken) war ein deutscher Widerstandskämpfer gegen den Nationalsozialismus.

## Leben
Karl Kuhn wuchs als Sohn einer evangelischen Bergarbeiterfamilie auf. 1924 beendete er die Volksschule, wurde anschließend Elektromechaniker und engagierte sich in der Gewerkschaft. Mit 19 Jahren trat er zudem in die SPD und das Reichsbanner Schwarz-Rot-Gold ein. Im Zuge der Weltwirtschaftskrise wurde er arbeitslos.
Im Abstimmungskampf um die Zukunft des Saargebiets engagierte sich Kuhn in der Einheitsfront. Er gehörte zu einer sechsköpfigen Delegation aus dem Saarland, die im Oktober 1934 auf Bitte der Roten Hilfe Ernst Thälmann im Gefängnis des Kriminalgerichts Moabit zu besuchen versuchte. Die Behörden verweigerten dies jedoch und nahmen die Delegation fest, die nach einem Verhör abgeschoben wurde.
Nach Bekanntgabe des Abstimmungsergebnisses floh Kuhn nach Frankreich und lebte dort bis 1937, zunächst in einem Flüchtlingslager in Mirande, Département Gers, anschließend in Pau und zuletzt in Castelnaudary. Anfang 1937 meldete er sich als Freiwilliger im Spanischen Bürgerkrieg und wurde Soldat im Thälmann-Bataillon. Am 13. März 1937 wurde er gefangen genommen und im ehemaligen Kloster San Pedro de Cardeña gefangen gehalten. Anders als in den meisten anderen Fällen, bei denen Gefangene der Gestapo überstellt wurden, wurde er am 14. Februar 1939 nach Frankreich abgeschoben, da er sich als Franzose ausgab.
Zurück in Frankreich wurde Kuhn umgehend interniert und in Argelès-sur-Mer und später in Gurs gefangen gehalten. Im Lager gehörte er der „Neunten Kompanie“ an, einer Lagergruppe aus Sozialdemokraten, die sich von den kommunistisch ausgerichteten Gefangenen benachteiligt behandelt fühlten. Innerhalb dieser Gruppe scheint er zu den treibenden Kräften gehört zu haben.
Als Staatenloser meldete sich Karl Kuhn zur französischen Armee und wurde am 16. Oktober 1939 eingezogen. Am 17. Juni 1940 geriet er nach dem deutsch-französischen Waffenstillstand in deutsche Kriegsgefangenschaft. Unter dem Decknamen Charles Kuhn und getarnt als luxemburgischer Staatsbürger konnte er bis zum 22. April 1945 unentdeckt in einem Lager in Sulzbach-Rosenberg als Kriegsgefangener überleben. Er wurde an diesem Tag von den Alliierten befreit. Im Mai 1945 wurde er aus der französischen Armee entlassen.
Zurück in Deutschland schloss sich Kuhn der Sozialdemokratischen Partei des Saarlandes (SPS) an und kandidierte erfolglos bei der ersten Gemeinderatswahl 1946 in Dudweiler. Anschließend arbeitete er in seinem alten Beruf und später als Sendetechniker für Radio Saarbrücken. 1954 zog er nach Saarbrücken, wo er am 13. April 1984 verstarb.